# Vääksy
Vääksy is de hoofdplaats van de gemeente Asikkala in het zuiden van Finland. De plaats ligt op een Landengte die wordt begrensd door de meren Päijänne en Vesijärvi. De plaats ligt in de Finse provincie Zuid-Finland en in de regio Päijät-Häme.

## Bekende inwoners

### Elders geboren
- Marko Kantele (1968), darter